# Opération Prime Chance
Guerre Iran-Irak
L'opération Prime Chance était une opération militaire menée par le Commandement des opérations spéciales des États-Unis entre août 1987 et juin 1989 pour protéger les pétroliers battant pavillon américain naviguant dans le golfe Persique contre les attaques iraniennes. L'opération était presque simultanée et largement liée à l'opération Earnest Will (juillet 1987 - décembre 1988), une initiative de la marine américaine principalement pour l'escorte de pétroliers.

## Résumé

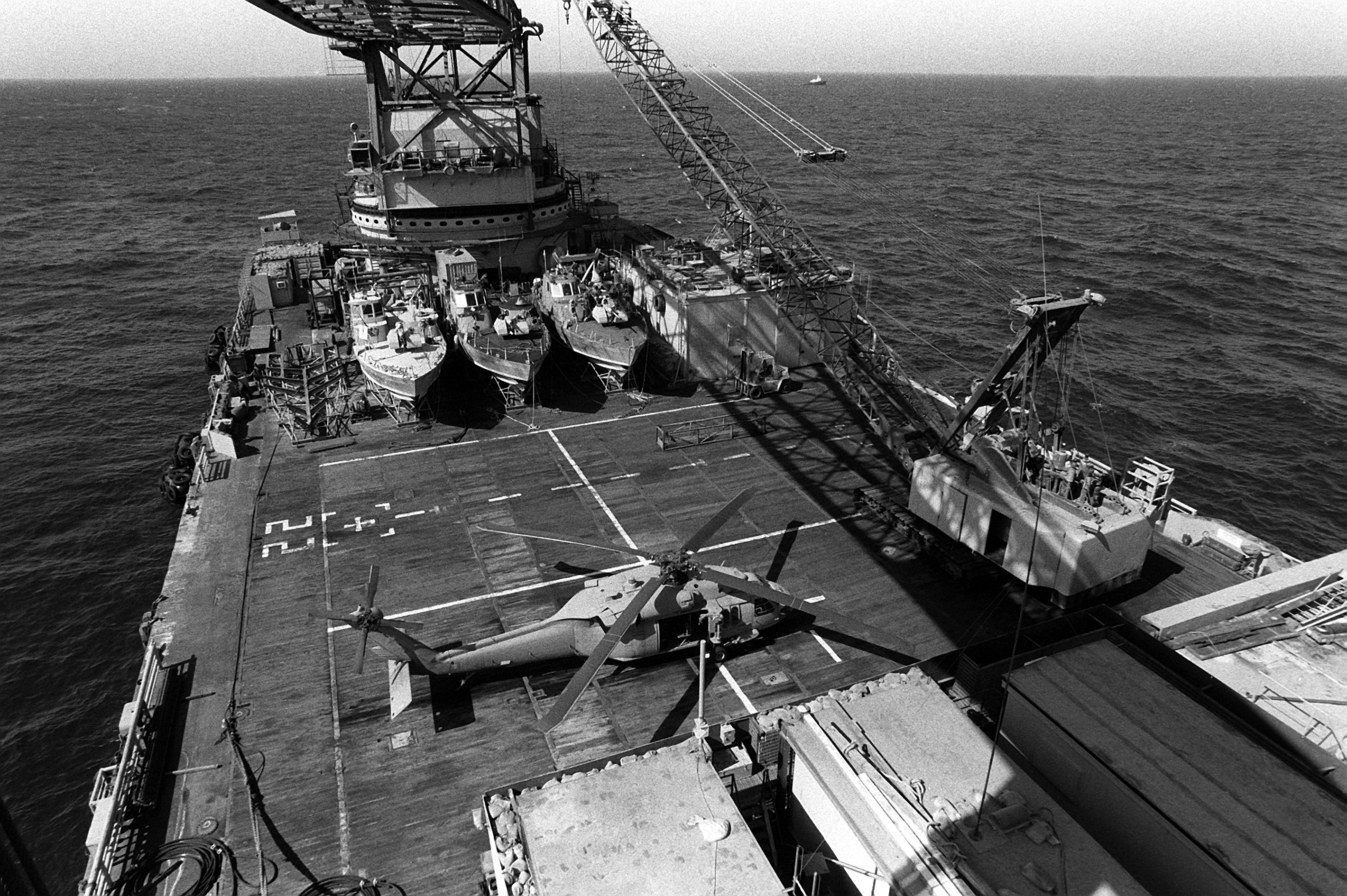
Un MH-60 Black Hawk du 160th Special Operations Aviation Regiment et trois navires de patrouille Sea Spectre Mark III à bord de la barge Hercules.

L'opération Prime Chance consistait principalement en de longues missions nocturnes de recherche et de destruction menées avec des hélicoptères de l'armée américaine. Les missions visaient à créer un obstacle et à dissuader les forces iraniennes désireuses de menacer la navigation internationale dans le golfe Persique en posant des mines navales et en attaquant des pétroliers. Contrairement à l'opération Earnest Will, qui a été largement diffusée en réponse à l'appel à l'aide du Koweït, l'opération Prime Chance était secrète.
Les missions partaient de frégates et de destroyers et de deux plates-formes flottantes destinées à l'origine pour l'exploitation pétrolière loués à KBR situées dans la partie nord du golfe Persique. Les unités d'élite SEAL fonctionnaient également à partir des plates-formes. Les hélicoptères de l'armée ont effectué des missions de nuit, décollant et atterrissant sur les ponts du navire couverts d'obscurité. Les pilotes, qui volaient souvent à seulement dix mètres au-dessus de la surface de l'eau, ont été les premiers à utiliser des lunettes de vision nocturne et des caméras sensibles à l'infrarouge au combat. Parmi les tactiques adoptées figurent l'utilisation d'hélicoptères MH-6 dans des vols de reconnaissance à l'appui des AH-6 plus lourdement armés (dans des missions lancées sur plate-forme) et l'utilisation, dans le même but, de radars de navires ou d'hélicoptères SH-60 Seahawk à bord (dans des missions lancées par navire).

## Préparation
La planification et les préparatifs de l'opération ont été entrepris peu de temps après qu'un pétrolier du premier convoi formé dans le cadre de l'opération Earnest Will a heurté une mine. L'incident a mis en évidence la nécessité d'employer davantage de forces armées pour assurer la sécurité des navires civils. Les chefs d'état-major interarmées ont commencé une recherche de pilotes d'hélicoptère capables d'effectuer des missions de nuit à partir de navires de la Marine et se sont mis à former des candidats aux exigences particulières requises par la tâche. Le 5 août 1987, des hélicoptères du 160th Special Operations Aviation Regiment (160th Airborne Regiment "Night Stalkers") pour des opérations militaires spéciales atteignent le navire de commandement USS La Salle dans le golfe Persique.
Le détachement était divisé en deux groupes autonomes appelés seabats, chacun composé d'un MH-6, de deux AH-6, d'un équipage de conduite et d'un personnel de maintenance et de soutien. Le 8 août, l'un des détachements à bord de La Salle a été affecté à la première mission d'escorte de convoi, tandis que l'autre a été transféré sur la frégate USS Klakring pour protéger les remorqueurs et dragueurs de mines opérant dans l'étroit chenal à l'ouest de l'île Farsi. Le lendemain, le détachement de La Salle est transféré sur la frégate USS Jarrett et participe à l'escorte du convoi vers le golfe d'Oman.

## Exécution
En peu de temps, les opérations ont commencé à partir de plates-formes pétrolières flottantes, appelées Mobile Sea Base (MSB). Organisées en unités d'action spéciale navale appelées Naval Special Warfare Task Units (NSWTU), les plates-formes étaient sous le contrôle d'un officier SEAL et responsables devant le Naval Special Warfare Task Group de la région. Chaque MSB était équipé de deux détachements de patrouilleurs rapides Mark III, d'un peloton SEAL, de Marines en service, d'hélicoptères de combat MH-6 et AH-6 "Little Bird" et de Black Hawks équipés pour les missions de récupération de l'Armée et de contrôleurs aériens de l'Air. Force. La base mobile Hercules était occupée par des unités de combat navales d'élite de la côte est, y compris les patrouilleurs 777 et 758 de l'unité de bateaux spéciaux 20 et de l'unité de bateaux spéciaux 24. La base mobile Wimbrown VII était occupée par des unités de la côte ouest, y compris les patrouilleurs 753 et 757 de l'unité de bateaux spéciaux 13. et 775, 776 de l'unité spéciale de bateaux 12.
Les combats les plus intenses de Prime Chance ont probablement eu lieu le 21 septembre 1987, lorsque l' Iran Ajr , un navire iranien converti à la pose de mines, a été attaqué. À l'aide d'un équipement de vision nocturne, l'équipage d'un hélicoptère de combat de l'armée a observé le navire iranien alors qu'il posait plusieurs mines navales, puis les percutait avec des tirs intenses de mitrailleuses et de roquettes. Une unité SEAL est montée à bord du navire et en a rapidement pris le contrôle. Certains marins iraniens ont été sauvés des eaux du golfe, dans lequel ils avaient sauté. Le lendemain, le navire a coulé.
Le 18 février 1988, le premier détachement de la Task Force 118 est arrivé, équipé d'hélicoptères OH-58D Kiowa Warrior.
Earnest Will a pris fin environ cinq mois après le début du cessez-le-feu Iran-Irak en juillet 1988. Wimbrown VII a rapidement été mis au port, tandis que les patrouilles Prime Chance se sont poursuivies depuis Hercules jusqu'en juin 1989.

## Unités américains
Les unités suivantes ont été engagées dans l'opération Prime Chance :
- 160th Special Operations Aviation Regiment (Airborne), connu sous le nom de "Night Stalkers", l'escadron d'élite de l'armée de terre des États-Unis dédié aux opérations spéciales.

- Task Force 118, une unité régulière de l'armée équipée d'hélicoptères AH-58D Warrior avec des lunettes infrarouges pour faciliter l'observation des petits bateaux. En 1990 réorganisé en 4e escadron du 17e régiment de cavalerie et enfin, en 1994, en 4e escadron du 2e régiment de cavalerie blindée[6].

- Mobile Sea Base Hercules et Wimbrown VII , plates-formes pétrolières flottantes louées à une compagnie pétrolière pour les opérations des unités SEAL, de l'équipage des petits bateaux de la marine et des hélicoptères de l'armée.